# Ou Kaapse Weg
Ou Kaapse Weg, qui signifie « la vieille route du Cap » en afrikaans, également désignée route M64, est une route située dans la péninsule du Cap qui relie la banlieue sud du Cap à la vallée de Fish Hoek. Elle traverse les monts Steenberg et la réserve naturelle de Silvermine.

## Géographie
Ou Kaapse Weg est l’un des trois itinéraires pour se rendre dans la vallée de Fish Hoek : les autres sont Chapman’s Peak Drive le long de la côte atlantique et Main Road le long de la côte de False Bay. Malgré son nom, la route n’a été construite qu’en 1968, par le Conseil divisionnaire du Cap.
Ou Kaapse Weg débute à un carrefour en T avec Steenberg Road à Westlake, près de l’extrémité sud de l’autoroute M3. Elle monte par la face nord des monts Steenberg, par deux virages en épingle à cheveux, jusqu’à altitude de 315 mètres. Près du sommet se trouvent les portes d’entrée de la réserve naturelle de Silvermine. La route redescend ensuite dans la vallée de la rivière Silvermine, en passant par Noordhoek, pour finir à un nouveau carrefour avec Kommetjie Road qui donne accès à Kommetjie, Fish Hoek et d’autres lieux de la vallée de Fish Hoek.
En 2012 Kaapse Weg a souffert de graves embouteillages parce qu’elle était utilisée comme itinéraire alternatif afin d'éviter les travaux de construction sur la route principale entre Muizenberg et Fish Hoek.